# Patricia Barbizet
Patricia Barbizet, nata Dussart (Parigi, 17 aprile 1955), è una dirigente d'azienda francese, dal 1992 al 2017 direttrice generale di Artemis S.A., la holding-cassaforte di François Pinault, vice-presidente del consiglio di amministrazione di Kering sino al dicembre 2018, presidente di Christie's dal 2014 al 2016. Nel novembre 2018 entra nel consiglio d'amministrazione di Pernod Ricard, nel gennaio 2019 viene creato per lei il ruolo di "amministratrice referente" della società sotto attacco del fondo americano Elliott di Paul Singer..

## Biografia
Figlia del produttore cinematografico Philippe Dussart e della pittrice Monique Cartier, dopo il diploma all'ESCP Europe di Parigi nel 1976, cominciò a lavorare nel 1977 presso la Renault prima come assistente esecutivo, poi come tesoriera internazionale (dal 1979 al 1982), tesoriera di RVI (Renault véhicules industriels, divenuta Renault Trucks) fino al 1984 e infine direttrice finanziaria di Renault crédit international e direttrice di Renault acceptance BV dal 1984 al 1989.
Nel 1989 entrò nel gruppo Pinault, prima come direttrice finanziaria e poi, nel 1990, vice direttore generale per la finanza e la comunicazione di Pinault-CFAO; infine divenne AD di Artemis S.A., la compagnia di investimenti della famiglia Pinault.
Il 20 novembre 2008, il presidente della repubblica la nominò a capo del comitato d'investimento del fonds stratégique d'investissement (una sussidiaria della Caisse des dépôts et consignations con 20 miliardi di euro in dotazione).
Nel 2015 fu classificata sesta nella lista delle 50 donne più potenti EMEA (Europa, Medio Oriente e Africa), stilata da Fortune.
Nel gennaio 2018 lascia dopo 29 anni la holding del gruppo Pinault, nel dicembre 2018 anche l'incarico di vicepresidente di Kering, nel gennaio 2019 è creato per lei l'incarico di "amministratrice referente" della società Pernod Ricard, il secondo gruppo di liquori al mondo guidato da Alexrande Ricard, nipote del fondatore e sotto le mire del fondo attivista americano Elliott.

## Incarichi
Altri incarichi:
- Nel dicembre 2015 è stata nominata amministratrice referente dal consiglio d'amministrazione del gruppo Total, nel quale siede dal 2008.
- presidente del consiglio d'amministrazione della Philharmonie de Paris[10]
- membro del consiglio d'amministrazione dell'Opéra national de Paris[11] e della RMN-Grand Palais
- membro del consiglio d'amministrazione del pensatoio Forum d'Avignon[12].
- è Young Leader[13] (1994) de la French-American Foundation.
- Fa parte del comitato direttivo (Steering Committee) del Gruppo Bilderberg[14].

In passato Barbizet ha ricoperto anche i seguenti incarichi:
- membro del comitato di sorveglianza del Gruppo PSA (2013-2016)
- membro del consiglio d'amministrazione di Air France-KLM (2003-2013)
- membro del consiglio d'amministrazione di Bouygues-TF1 (2000-2013)
- presidente (dal 2008 al 2013) del comitato d'investimento del Fondo Strategico d'Investimento (FSI, fondo pubblico francese da 20 miliardi di euro).
- presidente (dal 1980 al 1982) e poi presidente onoraria dell'Associazione Francese dei Tesorieri d'Impresa (AFTE)
- ex presidente e direttrice generale di SEFIMEG[15]
- membro del 1996 al 2002 del conseil des marchés financiers (CMF, autorità che vigila sui mercati finanziari)